# Giovanni Benedetto Platti
Giovanni Benedetto Platti (Padova, Velencei Köztársaság, 1697. július 9. – Würzburg, Würzburgi Püspökség, Német-római Birodalom, 1763. január 11.) itáliai barokk zeneszerző, csellista és oboás.

## Élete
1697-ben született a Velencei Köztársasághoz tartozó Padovában. Gyermekkorát Velencében töltötte, ahol apja, Carlo (1661? – 1727 után) a Szent Márk-székesegyház zenekarának csellistája volt.
1715 körül már tagja volt a zenészek céhének (arte de' sonadori), de nem tudni, kinek az irányítása alatt tanult (egy lehetséges jelölt Francesco Gasparini).
1722 tavaszán Würzburgba költözött Johann Philipp Franz von Schönborn hercegi püspök meghívására, aki még ugyanebben az évben két másik itáliait is felfogadott: Girolamo Bassani énekest és Fortunato Chelleri zeneszerzőt kapellmeisterként az 1719-ben alapított udvari zenekara élére.
A püspök testvére, a házassága után a Würzburghoz közeli Wiesentheidben élő Rudolf Franz Erwein gróf szintén zenekedvelő volt; Rómában tanult csellózni, és valószínűleg személyes ismerőse volt Arcangelo Corellinek. A würzburgi udvar zenészei munkaadójuk engedélyével rendszeresen koncerteztek Wiesentheidben, ahol Rudolf Franz jelentős kottagyűjteményt halmozott fel, benne Platti számos művével.
Valószínűleg a gróf befolyásának tudható be, hogy Platti két kötetnyi csellószonátát és 28 darab a cselló használatát kikötő (obbligato) concertót komponált, triószonátáiban pedig a hagyománnyal szakítva a csellistával játszatta az egyik magasabb hangfekvésű szólót a hegedűs vagy a fuvolista helyett.
Platti 1723-ban feleségül vette Theresia Lambruckert, a würzburgi udvari kórus énekesnőjét, akivel több gyermekük is született.
A következő évben Johann Philipp Franz von Schönborn püspök váratlanul meghalt. Utódja megtartotta a zenészeket, de nem támogatta őket túl bőkezően, ezért többen más udvaroknál helyezkedtek el, Platti azonban – vélhetően növekvő családja és Rudolf Franz gróf rokonszenve miatt – Würzburgban maradt.
1729-ben Rudolf Franz Erwein gróf másik testvére, Friedrich Karl von Schönborn foglalta el az püspöki széket. Platti addig főleg oboistaként játszott a zenekarban, most az új püspök kérésére néha hegedült is, tagja lett a kórusnak és tanítást is vállalt.
A zeneszerző 1763-as haláláig Würzburgban élt és dolgozott.

## Művei
Platti műveit ma berlini, drezdai és müncheni könyvtárak őrzik. Rudolf Franz Erwein gróf gyűjteményében hatvan darabja maradt ránk eredeti kéziratban vagy másolatként. Ha Würzburgban, amely négy évtizeden keresztül volt lakhelye, őrizték is egyes kéziratait, ezek a századok során lassan eltünedeztek. Fennmaradt librettókból tudjuk, hogy oratóriumokat is szerzett, ezek kéziratai a második világháború előtt még a városban lehettek, de a bombázások során megsemmisültek.
A több hangszeren játszó, de eredetileg oboista Plattinak egyetlen erre a hangszerre készült concertóját ismerjük. Ennél valőszínűleg jóval többet írt – hiszen még a szokatlan módon a csellót előtérbe állító concertóból is huszonnyolcat szerzett –, de a művek nem maradtak fenn.
Platti a Rudolf Franz által 1730-ban építtetett templom számára írta F-dúr miséjét és más egyházi műveit (Requiem, Stabat Mater). Ő öntötte végleges formába a zeneszerzéssel is próbálkozó gróf Misereréjét.
Az 1740-es években Platti volt az egyik legkorábbi zeneszerző, aki billentyűs szonátáit nem az 1770 körülig még meghatározó csembalóra, hanem a zongora elődjére (cembalo con piano e forte) írta.